# Université municipale de Kitakyūshū
L'Université municipale de Kitakyūshū (北九州市立大学, Kitakyūshū shiritsu daigaku) est une université publique du Japon située dans la ville de Kitakyūshū. 